# Episodi di Anything but Love (seconda stagione)
La seconda stagione della serie televisiva Anything but Love è stata trasmessa in anteprima negli Stati Uniti d'America dalla ABC tra il 27 settembre 1989 e il 28 marzo 1990.
| nº | Titolo originale                            | Titolo italiano | Prima TV USA      | Prima TV Italia |
| -- | ------------------------------------------- | --------------- | ----------------- | --------------- |
| 1  | Ch-ch-changes                               |                 | 27 settembre 1989 |                 |
| 2  | Those Lips, Those Thais                     |                 | 4 ottobre 1989    |                 |
| 3  | It's My Party and I'll Schvitz If I Want To |                 | 11 ottobre 1989   |                 |
| 4  | Scared Straight                             |                 | 18 ottobre 1989   |                 |
| 5  | Mr. Mom                                     |                 | 25 ottobre 1989   |                 |
| 6  | Just the Facts, Ma'am                       |                 | 1º novembre 1989  |                 |
| 7  | Bang You're Dead                            |                 | 8 novembre 1989   |                 |
| 8  | Truth or Consequences                       |                 | 15 novembre 1989  |                 |
| 9  | It's Better to Have Loved and Flossed       |                 | 22 novembre 1989  |                 |
| 10 | Hearts and Bones                            |                 | 29 novembre 1989  |                 |
| 11 | Woman on the Verge of a Nervous Breakdown   |                 | 6 dicembre 1989   |                 |
| 12 | Breast of Friends                           |                 | 13 dicembre 1989  |                 |
| 13 | Hotel of the Damned                         |                 | 10 gennaio 1990   |                 |
| 14 | All About Allison                           |                 | 17 gennaio 1990   |                 |
| 15 | Proof It All Night                          |                 | 24 gennaio 1990   |                 |
| 16 | Three Men on a Match                        |                 | 7 febbraio 1990   |                 |
| 17 | Partying Is Such Sweet Sorrow               |                 | 14 febbraio 1990  |                 |
| 18 | The Icewoman Cometh                         |                 | 28 febbraio 1990  |                 |
| 19 | Hooray for Hollywood                        |                 | 7 marzo 1990      |                 |
| 20 | Robin Q. Public                             |                 | 14 marzo 1990     |                 |
| 21 | The Days of Whine and...                    |                 | 21 marzo 1990     |                 |
| 22 | Thirty... Something                         |                 | 28 marzo 1990     |                 |